# بروتين القنب
بروتين القنب (بالإنجليزية: Hemp protein)‏ هو البروتين الموجود في بذور القنب، ويتكون من نوعين من بروتينات الغلوبيولين وهُما الإدستين (60–80%) والألبيومين، كما أنَّ الإدستين غنيٌ بالأحماض الأمينية الأساسية. يبلغ حرز تصحيح الحمض الأميني بهضم البروتين (PDCAAS) لبروتين القنب حوالي 0.61 (الحمضَ الأميني المُحدد هو اللايسين، مع هضمٍ قدرهُ 94.9%)، كما تبلغ القيمة الحيوية لبروتين القنب 87.[بحاجة لمصدر] النسبة الكلية للأحماض الأمينية الضرورية في عزل بروتين القنب أعلى بكثير من عزل بروتين الصويا.
ثبتَ أن بروتين القنب يُقلل من الإجهاد التأكسدي في الجرذان المُصابة بارتفاع ضغط الدم.